# Enrico Giovannini
Enrico Giovannini (Roma, 6 giugno 1957) è un economista e statistico italiano, dal 13 febbraio 2021 al 22 ottobre 2022 è stato Ministro delle infrastrutture e della mobilità sostenibili nel governo Draghi e dal 28 aprile 2013 al 22 febbraio 2014 è stato Ministro del lavoro e delle politiche sociali del governo Letta.
È professore ordinario di Statistica economica all'Università degli Studi di Roma Tor Vergata, dove insegna Statistica e Analisi e politiche per lo sviluppo sostenibile ed è professore presso la Scuola Nazionale dell'Amministrazione (SNA). È co-fondatore e Direttore scientifico dell'Alleanza Italiana per lo Sviluppo Sostenibile (ASviS), una rete di oltre 300 soggetti della società civile italiana. Collabora con il Joint Research Centre della Commissione Europea. È membro di numerosi board di fondazioni e di progetti di ricerca internazionali. È presidente dell'Alto consiglio direttivo della Scuola di Politiche Economiche e Sociali (SPES). 
È stato Chief Statistician dell'OCSE dal 2001 all'agosto 2009 e presidente dell'Istat dall'agosto 2009 all'aprile 2013. È stato docente di Sviluppo sostenibile presso l'Università LUISS e la Scuola Nazionale di Amministrazione (SNA), Senior Fellow della LUISS School of European Political Economy, Associate Senior Research Fellow del Centre for European Policy Studies. Fino a gennaio 2021 è stato presidente dell’European Statistical Governance Advisory Board (ESGAB), l’organismo che supervisiona il funzionamento del Sistema Statistico Europeo, membro del Comitato esecutivo del Club di Roma, del Global Happiness Council, presidente della Commissione per la redazione della Relazione sull’economia non osservata e sull’evasione fiscale e contributiva del Ministero dell'Economia e delle Finanze e membro del Comitato Scientifico dell'Ufficio Parlamentare di Bilancio (UPB). 
Nel 2014 il Segretario Generale delle Nazioni Unite Ban Ki-moon lo nomina Co-chair dell'"Independent Expert Advisory Group on the Data Revolution for Sustainable Development", il quale ha pubblicato il Rapporto "A World That Counts". Negli ultimi anni è stato membro della Global Commission on the Future of Work dell'Organizzazione internazionale del lavoro, dell’High-Level Expert Group on the Measurement of Economic Performance and Social Progress (HLEG) istituito dall’OCSE e della Independent Commission for Sustainable Equality (ICSE). 
È autore di oltre 120 articoli, di otto libri su temi statistici, economici e politici, alcuni tradotti in altre lingue, e di rapporti di commissioni internazionali sul futuro del lavoro e sulle politiche europee per lo sviluppo sostenibile. Ha inoltre curato otto libri, alcuni pubblicati in lingua inglese. L'ultimo libro "I ministri tecnici non esistono" è stato pubblicato nell'ottobre 2023 per Laterza.  
Nell’ottobre del 2014 è stato nominato “Cavaliere di Gran Croce al Merito della Repubblica”. Ha ricevuto numerosi premi per la sua attività scientifica e politica attribuiti da istituzioni nazionali e internazionali. Nel gennaio 2023 ha ricevuto dalla Scuola Universitaria Superiore di Pavia IUSS il dottorato di ricerca honoris causa in "Sustainable Development and Climate Change". 

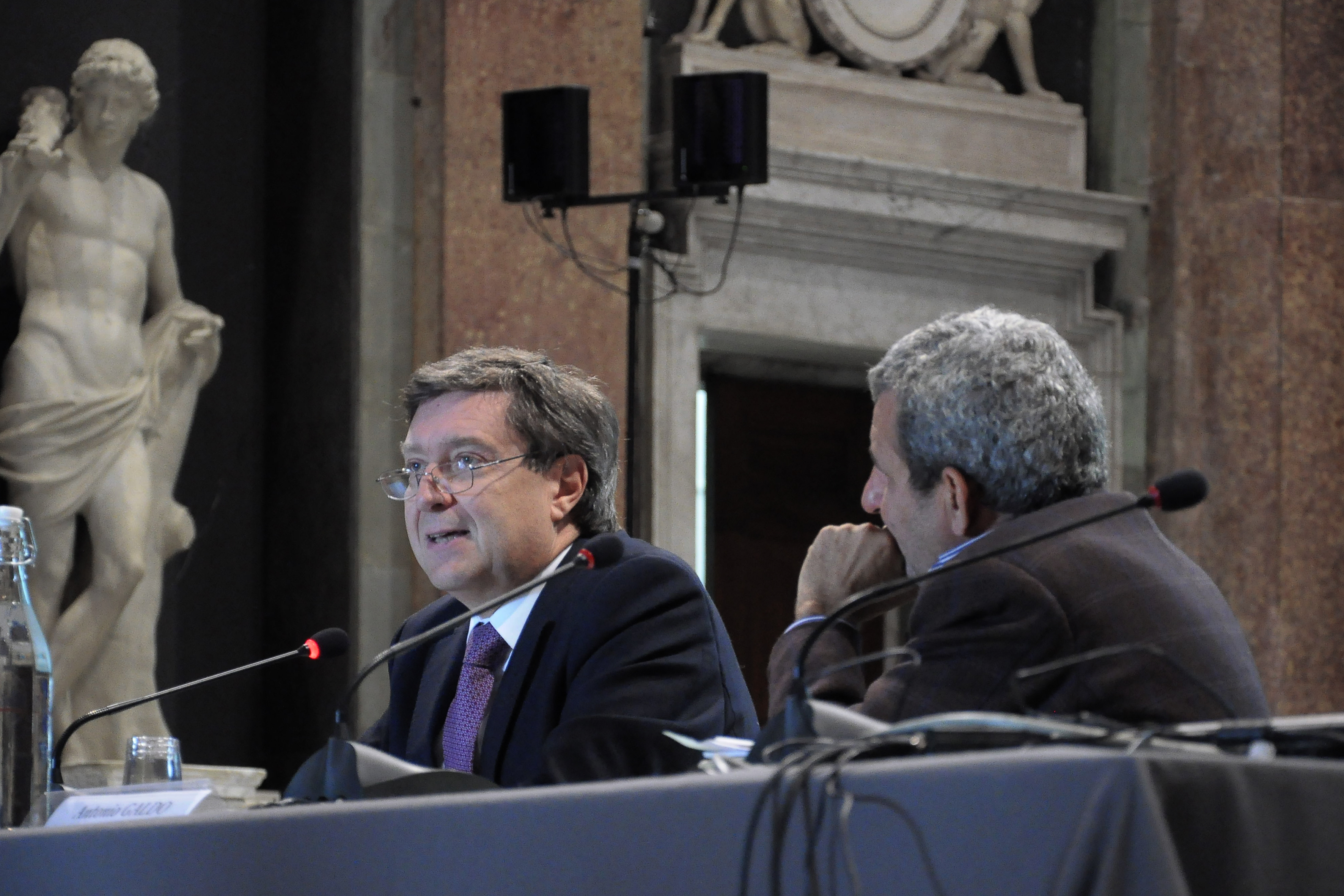
Enrico Giovannini al Festival della Scienza, Genova 2011

## Biografia

### Anni 1981-2000
Giovannini si laurea nel 1981 in Economia e Commercio presso l'Università degli Studi di Roma "La Sapienza", discutendo la tesi "Tecnologie e combinazioni dei fattori nei paesi in via di sviluppo". Prosegue la formazione post laurea presso l'Istituto di Politica Economica della medesima università, diretto da Federico Caffè.
Nel dicembre del 1982 è assunto come ricercatore presso l'Istituto Nazionale di Statistica (ISTAT), occupandosi di contabilità nazionale e analisi economica. Nel dicembre del 1989 si trasferisce presso l'Istituto Nazionale per lo Studio della Congiuntura (ISCO) ove, come dirigente di ricerca, assume la responsabilità delle analisi di carattere monetario e finanziario. Nel gennaio del 1992 torna all'ISTAT come responsabile del servizio studi econometrici e nel dicembre dell'anno successivo è nominato responsabile del Dipartimento di contabilità nazionale e analisi economica. Dal gennaio 1997 al dicembre 2000 assume la direzione del Dipartimento delle statistiche economiche.
In quegli anni si occupa dello sviluppo di modelli econometrici dell'economia italiana. In particolare, costruisce un modello econometrico di medie dimensioni (circa 80 equazioni) integrato del settore reale e del settore monetario-finanziario utilizzando dati a frequenza mensile. Inoltre, è consulente del Centro Studi Confindustria e del Ministero del Tesoro per lo sviluppo di modelli econometrici dell'economia italiana e per la previsione del bilancio pubblico. Presso l'ISTAT cura, tra l'altro, l'ideazione e lo sviluppo del "Rapporto Annuale" sullo stato del Paese, la cui prima edizione viene pubblicata nel 1993. Segue, in rappresentanza dell'Italia, la predisposizione dei dati statistici per l'avvio dell'Unione Monetaria Europea.
È stato membro dei Consigli Direttivi della Società Italiana di Statistica e del Centro Interuniversitario di Econometria, del Comitato strategico per l'introduzione dell'Euro in Italia istituito presso il Ministero del Tesoro, del Nucleo di consulenza per l'attuazione delle linee guida per la regolazione dei servizi di pubblica utilità (NARS) istituito presso il Ministero del Tesoro e di numerosi comitati scientifici di istituzioni di ricerca italiane (OCSM, Excelsior, ISCONA, INSOR, Fondazione Mattei).

### Anni 2001-2009
Dal 2001 ad agosto del 2009 è stato Chief Statistician e Director of the Statistics Directorate presso l'Organizzazione per la Cooperazione e lo Sviluppo Economico (OCSE) di Parigi. Sotto la sua direzione l'OCSE ha realizzato una riforma complessiva del proprio sistema statistico, sviluppato un sistema informativo statistico i cui componenti sono utilizzati da altre istituzioni internazionali (ONU, Fondo Monetario Internazionale, UNESCO, ecc.) e profondamente innovato i propri prodotti. Nel 2004 ha organizzato il primo Forum Mondiale su "Statistica, Conoscenza e Politica", a partire dal quale ha lanciato il "Global Project on Measuring the Progress of Societies", progetto di ricerca globale sulla "Misurazione del progresso delle società", condotto dall'OCSE in collaborazione con la Commissione europea, la Banca Mondiale e le Nazioni Unite, avente lo scopo di promuovere lo sviluppo di indicatori chiave (in campo economico, sociale ed ambientale), per fornire un quadro completo di come si evolve il benessere di una società. Il Global Project ha stimolato la nascita di un movimento mondiale per andare "oltre il PIL", grazie al quale sono nate numerose iniziative nazionali ed internazionali di natura scientifica e politica (si veda il sito www.wikiprogress.org). Ha fondato il Journal of Business Cycle Measurement and Analysis, del cui Comitato Editoriale è stato presidente.
Dal 2002 è professore ordinario di Statistica economica presso l'Università degli Studi di Roma Tor Vergata.

### Anni 2009-2014
Dal 24 luglio 2009 al 28 aprile 2013 ha ricoperto la carica di presidente dell'ISTAT. Durante la sua presidenza ha promosso l'avvio e la realizzazione di numerosi progetti innovativi, sia sul piano metodologico e statistico, sia su quello della gestione, della comunicazione pubblica e dell'infrastruttura tecnologica, che hanno consentito all'ISTAT di divenire uno degli istituti di statistica più apprezzati a livello internazionale. Anche grazie a tali iniziative, tutti gli indicatori di utilizzo dell'informazione statistica sono cresciuti in modo molto consistente, così come quelli relativi all'utenza dei prodotti dell'Istituto, ivi compresa quella di natura scientifica. Ha avviato il progetto per la misura del “Benessere Equo e Sostenibile (BES)”, sviluppato in collaborazione con il CNEL. Infine, ha istituito la Scuola Superiore di Statistica e ha promosso lo sviluppo di una fitta rete di collaborazione con enti di ricerca, istituzioni accademiche, enti pubblici e privati, soggetti del Terzo Settore, nazionali e internazionali, che hanno reso l'ISTAT l'istituto di statistica europeo più attivo nelle reti di ricerca continentali.
Dal 2011 al 2013 è stato presidente della Conferenza degli statistici europei, organismo della Commissione Economica per l'Europa delle Nazioni Unite, e del Board del progetto "International Comparison Programme" condotto dalla Banca Mondiale per il calcolo delle parità dei poteri d'acquisto a livello mondiale. È stato membro della "Commissione Stiglitz" istituita dal Presidente francese N. Sarkozy, presidente del Global Council sulla "Valutazione del progresso delle società" creato dal World Economic Forum e membro dell'International Expert Working Group istituito dal Re del Bhutan per la definizione di un nuovo paradigma di sviluppo in vista dell'elaborazione degli indicatori di sviluppo sostenibile da parte delle Nazioni Unite. È stato membro del Board del Canadian Index of Wellbeing e del Board dell'iniziativa sulla misurazione del benessere del Regno Unito, nonché consulente del Commissario europeo all'Ambiente Janez Potočnik.
Nel 2011 viene chiamato dal governo Berlusconi a presiedere il "Gruppo di lavoro Economia non osservata e flussi finanziari", sulle misure di contrasto all'evasione fiscale, e la "Commissione governativa per il livellamento retributivo Italia-Europa", per studiare il taglio dei costi della politica e la differenza fra gli stipendi dei parlamentari italiani e quelli del resto d'Europa.
Il 30 marzo del 2013 viene nominato dal Presidente della Repubblica Giorgio Napolitano in un pool di "saggi" con il compito di indicare le priorità per uscire dalla crisi economica e istituzionale. 
Il 28 aprile 2013 lascia la presidenza dell'ISTAT per assumere la carica di Ministro del lavoro e delle politiche sociali nel governo Letta, carica che ha ricoperto fino al 22 febbraio 2014.  

#### L'attività di ministro del Lavoro e delle Politiche Sociali
Numerose iniziative vengono adottate dal governo in materia di politiche del lavoro e di politiche sociali perseguendo sei obiettivi strategici: salvaguardare i posti di lavoro messi a rischio dalla crisi economica; stimolare la creazione di nuova occupazione; riformare e potenziare le politiche attive del lavoro; migliorare le regole di funzionamento del mercato del lavoro, accrescendo la flessibilità in entrata, aumentando le tutele per i lavoratori e riducendo gli oneri per le imprese; rafforzare le politiche sociali per conseguire una maggiore equità della società italiana, istituendo uno strumento universale per la lotta contro la povertà; affrontare la questione “esodati” e migliorare l'equità del sistema previdenziale, anche in una prospettiva di lungo termine.

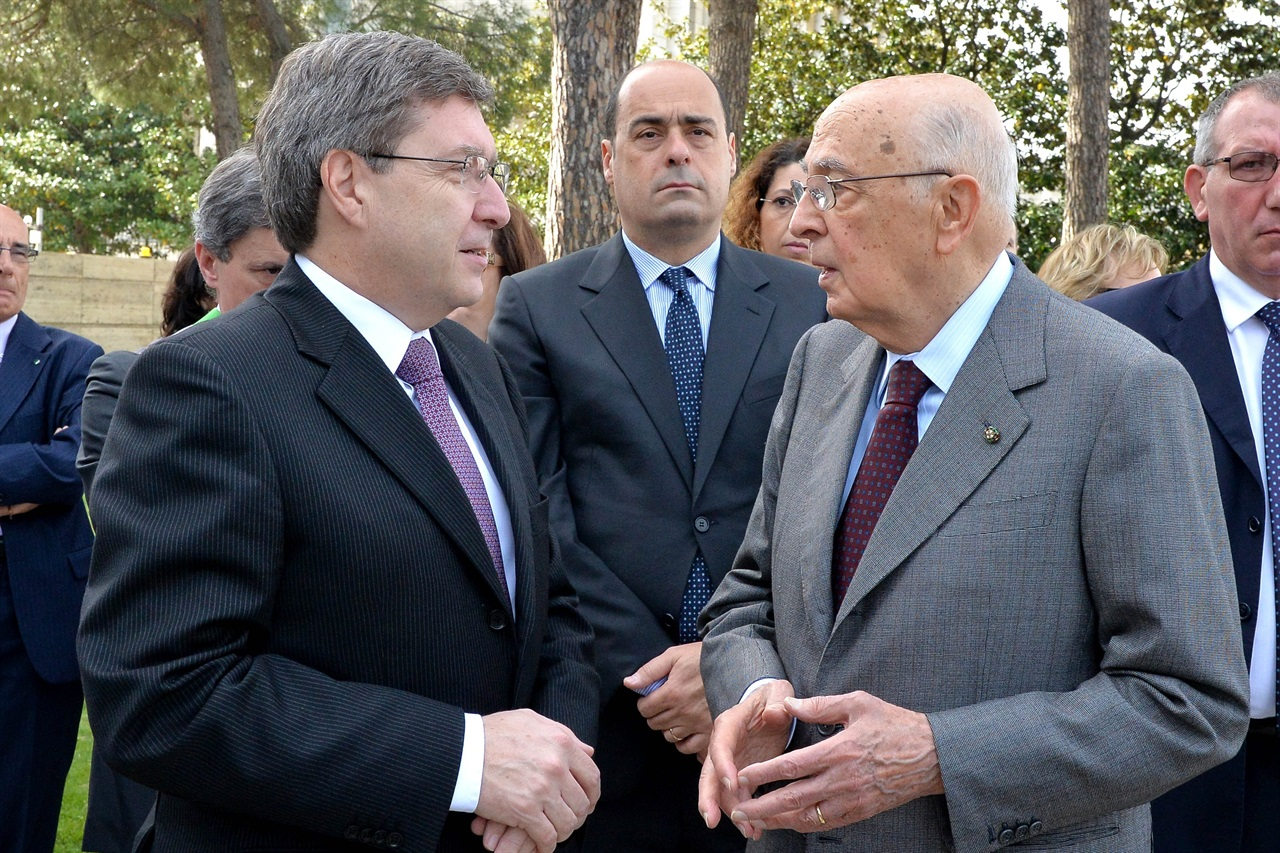
Giovannini con Nicola Zingaretti e Giorgio Napolitano

Nel campo delle politiche del lavoro le principali azioni hanno riguardato i seguenti aspetti: 
- al fine di evitare che oltre 250.000 persone perdessero il posto di lavoro, il Governo ha triplicato i fondi degli ammortizzatori in deroga per il 2013, disegnando anche la riforma di questo strumento;
- sono stati avviati i fondi di solidarietà bilaterale e il cosiddetto “fondo residuale”, grazie ai quali 2,8 milioni di lavoratori verranno coperti da strumenti di tutela del reddito in costanza di rapporto di lavoro;
- per favorire la creazione di nuova occupazione: vengono istituiti nuovi incentivi per l'assunzione a tempo indeterminato di giovani, dando attuazione a quelli per l'assunzione di donne e ultracinquantenni e sostenendo la creazione di nuove iniziative imprenditoriali e progetti sociali; viene ridotto, per la prima volta da molti anni, il costo del lavoro per le imprese; vengono modificate le regole del mercato del lavoro, superando alcune rigidità della legge 92/2012 (“riforma Fornero”) per aumentare la flessibilità in entrata e semplificando la gestione dei contratti;
- il potenziamento delle politiche attive del lavoro è stata realizzato attraverso: a) il disegno del sistema per la "Garanzia Giovani", poi realizzato dal successivo Governo; b) l'istituzione di un nuovo fondo per le politiche attive, per finanziare iniziative, anche sperimentali, di ricollocazione dei lavoratori disoccupati o fruitori di ammortizzatori sociali; c) il disegno della “Banca dati delle politiche attive e passive”, nella quale far confluire tutte le informazioni sulle azioni svolte dai centri per l'impiego per i beneficiari dei vari ammortizzatori sociali, allo scopo di consentire una piena integrazione delle diverse politiche sull'intero territorio nazionale. In particolare, il sistema per la "Garanzia Giovani" che aveva l'intento di realizzare una riforma strutturale del mercato del lavoro, prevedendo una serie di azioni da avviare dal momento in cui il giovane si registra al programma;
- attraverso l'adozione di nuove norme viene previsto: l'orientamento al lavoro nell'ultima classe della scuola media inferiore e nel corso della scuola media superiore; l'alternanza scuola-lavoro per le ultime due classi della scuola media superiore; incentivi per le università che stipulano accordi con le imprese per svolgere tirocini curriculari universitari, che favoriscano l'alternanza università-lavoro;
- la lotta allo sfruttamento del lavoro nero e all'evasione contributiva viene rafforzata attraverso vari interventi: aumento e indicizzazione all'inflazione delle ammende per sanzioni in casi di mancato rispetto delle regole in materia di sicurezza sul lavoro e lavoro irregolare; estensione anche ai co.co.pro. e ad altre categorie di lavoratori la normativa contro le cosiddette “dimissioni in bianco”; raddoppio delle risorse messe a disposizione del sistema produttivo per finanziare investimenti volti a migliorare la sicurezza sul lavoro, mentre le aliquote INAIL vengono legate all'incidentalità registrata dalle singole imprese; aumento dell'indennizzo per danno biologico e delle misure monetarie a favore dei superstiti vittime di gravi infortuni sul lavoro, che per molti anni non erano state adeguate all'inflazione.

Nel campo delle politiche sociali:
- viene approvata la riforma dell'Indicatore della situazione economica equivalente (ISEE), strumento fondamentale per migliorare l'equità sociale;
- viene disegnato uno strumento universale per la lotta contro la povertà (Sostegno per l'Inclusione Attiva – SIA), una forma di reddito minimo che verrà sperimentato nel corso del 2014 per entrare a regime nel 2015, per poi essere trasformato negli anni successivi nel "reddito d'inclusione" e successivamente nel "reddito di cittadinanza". Il SIA prevede non solo un sostegno al reddito dei nuclei familiari in povertà, ma anche interventi di accompagnamento al lavoro e all'inclusione sociale uniti ad un impegno da parte del beneficiario per assicurare il rispetto dell'obbligo scolastico e le visite pediatriche previste dai protocolli sanitari per i figli minori, con un controllo periodico dell'effettivo stato di povertà;.
- rifinanziamento per il 2014 dei fondi per vari capitoli delle politiche sociali, con un aumento del 50% rispetto al 2013;
- istituzione del Casellario dell'assistenza, strumento indispensabile per valutare la condizione socio-economica di ogni singolo fruitore di trasferimenti sociali, così da migliorare il targeting degli interventi realizzati a livello nazionale e locale.

Infine, nel campo delle politiche previdenziali:
- vengono salvaguardati complessivamente altri 35.000 esodati, con una particolare attenzione verso le categorie più deboli, come i licenziati individuali;
- sono rimossi i blocchi all'andata in pensione anticipata di persone (soprattutto donne) impegnate in attività di valore sociale, come coloro i quali assistono disabili o familiari, i donatori di sangue, ecc.;
- viene ripristinata l'indicizzazione all'inflazione non solo per chi riceve trattamenti pari a tre volte in minimo (circa 1.500 euro mensili), ma anche per chi ha trattamenti superiori, con adeguamenti via via decrescenti;
- viene imposto un contributo di solidarietà sulle pensioni superiori a 90.000 euro, crescente al crescere degli importi percepiti. I fondi derivanti dal contributo restano, al contrario di quanto avvenuto nel passato, all'interno del sistema previdenziale, andando a finanziare anche interventi per gli esodati;
- allo scopo di evitare il cumulo di redditi, viene inserito un limite alla cumulabilità di pensioni pubbliche e emolumenti pagati dalle pubbliche amministrazioni;
- viene chiarita la situazione contabile dell'INPS,dopo l'incorporazione dell'INPDAP, fugando così i dubbi sulla presunta insostenibilità del sistema pensionistico.

### Anni 2014-2020
Dal 22 febbraio 2014 ha ripreso la sua attività di professore ordinario presso l’Università degli studi di Roma "Tor Vergata", Dipartimento di Economia e Finanza, in cui come professore ordinario di statistica economica insegna statistica ed economia italiana ed europea. È docente di sviluppo sostenibile presso l'Università LUISS, Senior Fellow della School of European Political Economy, Associate Senior Research Fellow del Centre for European Policy Studies.
È presidente dell’European Statistical Governance Advisory Board (ESGAB) e della Commissione per la redazione della Relazione sull’economia non osservata e sull’evasione fiscale e contributiva del Ministero dell’Economia e delle Finanze. È membro del Comitato Scientifico dell’Ufficio Parlamentare di Bilancio (UPB). È membro di numerosi board di fondazioni e di organizzazioni nazionali e internazionali.
Nel 2014 il Segretario Generale delle Nazioni Unite Ban Ki-moon lo nomina Co-chair dell'"Independent Expert Advisory Group on the Data Revolution for Sustainable Development", il quale ha pubblicato il Rapporto "A World That Counts". Diviene Senior Fellow della School of European Political Economy e Associate Senior Research Fellow del Centre for European Policy Studies. È chiamato a partecipare alla Global Commission on the Future of Work dell'Organizzazione internazionale del lavoro, all’High-Level Expert Group on the Measurement of Economic Performance and Social Progress (HLEG) istituito dall’OCSE, alla Independent Commission for Sustainable Equality (ICSE). Viene nominato membro ordinario dell'Aspen Institute Italia, del Club dell'economia, nonché membro onorario dell'Associazione Italiana degli Studi sulla Qualità della Vita. 
In tale periodo è stato: presidente della Commissione per la redazione della Relazione sull’economia non osservata e sull’evasione fiscale e contributiva del Ministero dell’Economia e delle Finanze; presidente del Comitato Scientifico dell’Associazione Europea Sostenibilità e Servizi Finanziari (Assosef); membro del Comitato per il capitale naturale del Ministero dell’Ambiente e della Tutela del Territorio e del Mare; membro dei Consigli di Amministrazione della Fondazione Aurelio Peccei, della Fondazione Lars Magnus Ericsson e di Save the Children Italia; membro del Comitato esecutivo del Club di Roma; membro del Consiglio direttivo dell’Istituto Affari Internazionali (IAI); membro dell'Advisory Board di Unicredit; membro dei Comitati Scientifici della Rivista “East-West”, della Fondazione UNIPOLIS, dell’Associazione Italiana per la promozione della Cultura della Cooperazione e del Nonprofit (AICCON), della Fondazione Simone Cesaretti, della Fondazione Economia Tor Vergata. 
Nell'ottobre del 2015 propone alla Fondazione UNIPOLIS e all'Università di Roma "Tor Vergata" di dare origine all'Alleanza Italiana per lo Sviluppo Sostenibile (ASviS), la quale viene ufficialmente costituita il 3 febbraio del 2016 per far crescere nella società italiana, nei soggetti economici e nelle istituzioni la consapevolezza dell’importanza dell’Agenda per lo sviluppo sostenibile e per mobilitarla allo scopo di realizzare gli obiettivi di sviluppo sostenibile.

#### L'attività di portavoce dell'Alleanza Italiana per lo Sviluppo Sostenibile
L’Alleanza, presieduta da Pierluigi Stefanini (presidente del Gruppo Unipol), è cresciuta nel corso del tempo e riunisce attualmente oltre 300 tra le più importanti istituzioni e reti della società civile, quali: associazioni rappresentative delle parti sociali (associazioni imprenditoriali, sindacali e del terzo settore); reti di associazioni della società civile che riguardano specifici Obiettivi (salute, benessere economico, educazione, lavoro, qualità dell’ambiente, uguaglianza di genere, ecc.); associazioni di enti territoriali; università e centri di ricerca pubblici e privati, e le relative reti; associazioni di soggetti attivi nei mondi della cultura e dell’informazione; fondazioni e reti di fondazioni; soggetti italiani appartenenti ad associazioni e reti internazionali attive sui temi dello sviluppo sostenibile.

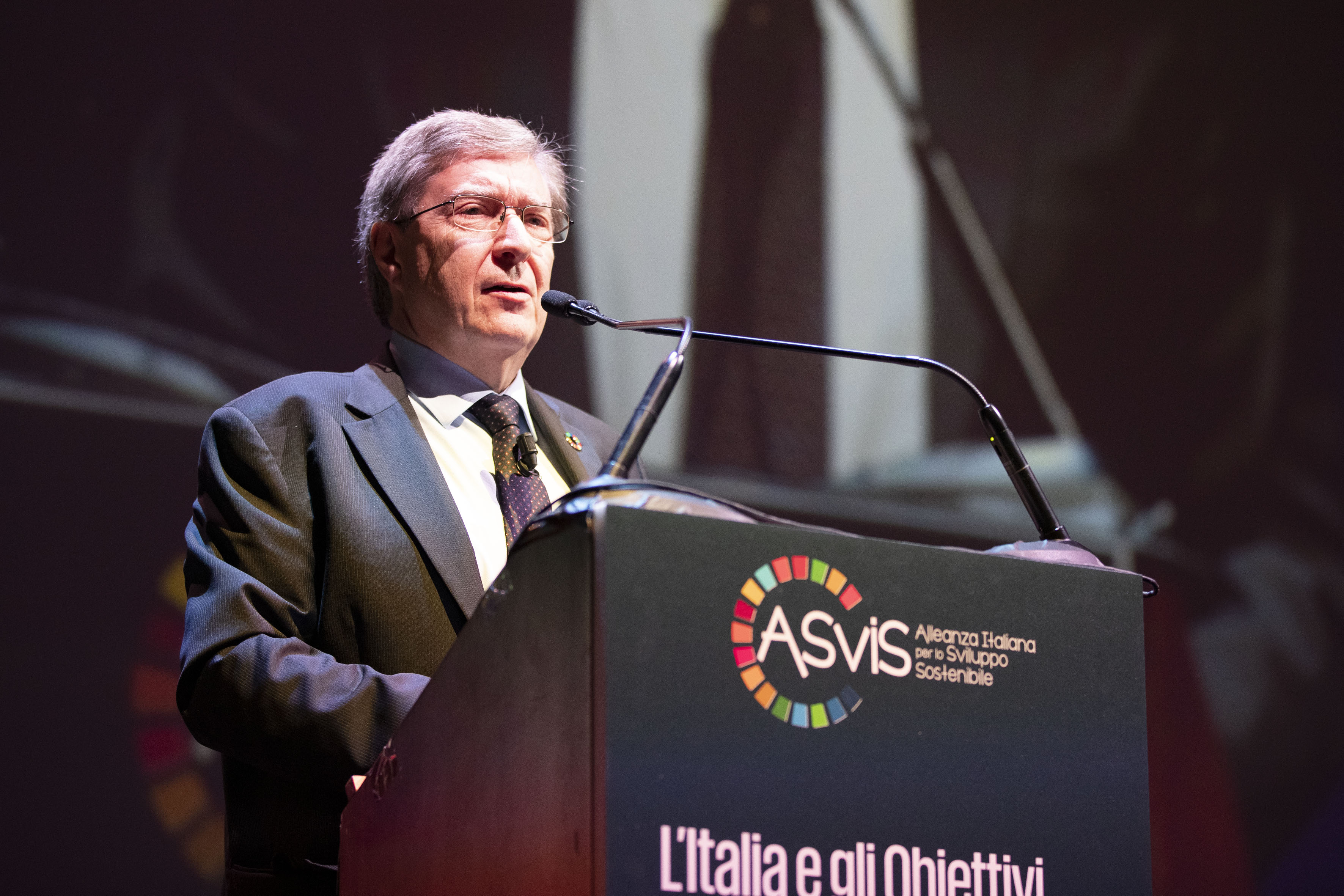
Enrico Giovannini - Direttore scientifico dell'Alleanza Italiana per lo Sviluppo Sostenibile

Le attività dell’Alleanza sono realizzate grazie ai contributi finanziari, strumentali e di lavoro forniti dai suoi membri. L'ASviS fa parte dell'ESDN (European Sustainable Development Network), la rete informale di soggetti istituzionali, associazioni ed esperti che, dal 2003, si occupano di politiche e strategie di sviluppo sostenibile. L'ASviS è inoltre iscritta al Registro per la trasparenza dell'Unione Europea, gestito congiuntamente dal Parlamento e dalla Commissione UE.
A partire dal 2016 sono stati pubblicati i rapporti annuali dell’Alleanza dal titolo "L’Italia e gli Obiettivi di Sviluppo Sostenibile", i quali forniscono approfondite analisi della situazione dell’Italia rispetto ai 17 obiettivi di sviluppo sostenibile sottoscritti all’ONU. Da allora sono stati molto numerosi i rapporti e gli studi pubblicati sul sito www.asvis.it.
Nel 2017 l'Alleanza ha organizzato il primo Festival italiano dello sviluppo sostenibile, articolato in oltre 220 eventi tenutisi su tutto il territorio nazionale. La seconda edizione del Festival si è svolta dal 22 maggio al 7 giugno 2018, la terza (21 maggio - 6 giugno 2019) ha visto l'organizzazione di oltre 1.000 eventi. Da allora, l'ASviS ha proseguito a organizzare ogni anno il Festival, compreso l'anno 2020, con un'edizione prevalentemente svolta, a causa della pandemia, in modalità digitale.

### Anni 2021-2025
L'attività di Ministro delle infrastrutture e dei trasporti 

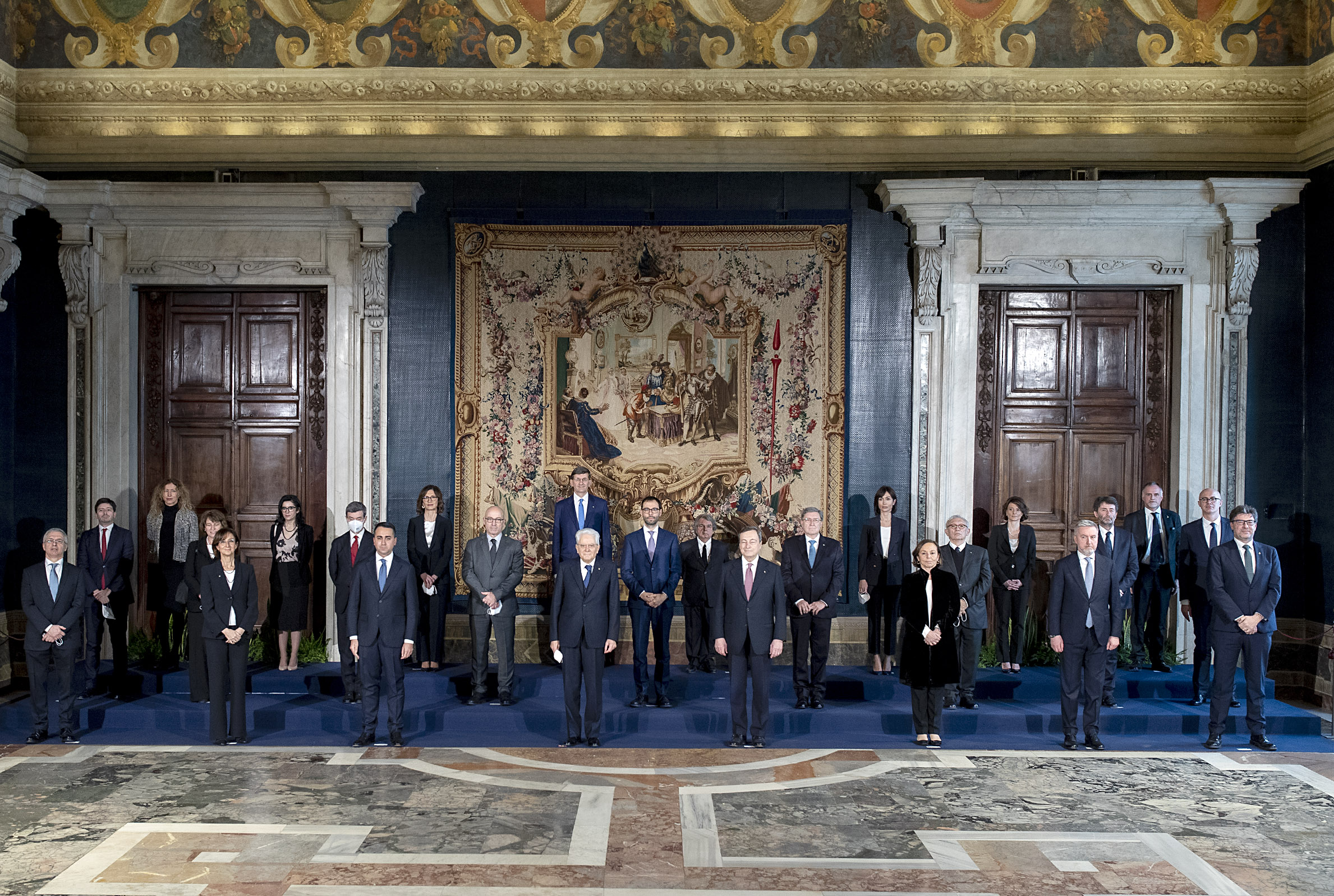
Il Governo Draghi nella foto ufficiale dopo il giuramento al Quirinale il 13 febbraio 2021.

Il 12 febbraio 2021 viene nominato Ministro delle infrastrutture e dei trasporti nel Governo Draghi, carica che ricopre fino al 22 ottobre 2022. Su sua proposta, il 26 febbraio 2021, il Ministero cambia denominazione, diventando il Ministero delle Infrastrutture e della Mobilità Sostenibili, a seguito dell'approvazione da parte del Consiglio dei Ministri. Tale ridenominazione del Ministero è stata voluta per segnare un cambio di paradigma, evidenziando con determinazione un orientamento fondato sulla sostenibilità e pienamente in linea con la visione di sviluppo promossa dalle politiche europee e dai principi del Next Generation EU.
Sotto la sua guida, il Ministero ha gestito oltre 60 miliardi di euro di investimenti del Piano Nazionale di Ripresa e Resilienza, destinati a infrastrutture, trasporti e mobilità sostenibile. Tra le principali competenze del Ministero rientra la Missione 3 "Infrastrutture per una mobilità sostenibile", che include lo sviluppo di ferrovie ad alta velocità e regionali, oltre al rinnovo delle flotte di autobus e treni con veicoli a basse emissioni. Gli interventi principali riguardano l'Alta Velocità sulle tratte Salerno-Reggio Calabria, Napoli-Bari, Palermo-Catania, e il prolungamento della linea Torino-Venezia fino a Padova, per un totale di 119 km di nuove infrastrutture e un investimento complessivo di 26,7 miliardi di euro.
In quegli anni il Ministero dedica particolare attenzione alla mobilità sostenibile, approvando un decreto che rende obbligatoria, a livello nazionale, l'adozione dei Piani Urbani di Mobilità Sostenibile (PUMS) in oltre 80 città. L'obbligo riguarda tutte le Città Metropolitane, gli Enti di area vasta e i Comuni, sia singoli che aggregati, con una popolazione superiore ai 100.000 abitanti. Il 1° agosto 2022 viene approvato il Piano Generale della Mobilità Ciclistica Urbana ed Extraurbana, ribadendo la centralità delle ciclovie all'interno del Piano Nazionale di Ripresa e Resilienza. Quest ultimo prevede lo stanziamento di 400 milioni di euro per Regioni e Province autonome nel periodo 2021-2026, destinati alla realizzazione, entro il 30 giugno 2026, di almeno 1.235 km aggiuntivi di ciclovie turistiche. Inoltre, include un investimento di 200 milioni di euro per il periodo 2022-2026, finalizzato al potenziamento della mobilità ciclistica, con particolare attenzione alla costruzione di 565 km aggiuntivi di piste ciclabili urbane e metropolitane. Questi interventi riguarderanno principalmente le città sede delle maggiori università, con l’obiettivo di collegarle ai nodi ferroviari o metropolitani.  Il 21 ottobre 2022 viene stato pubblicato il Documento di orientamento generale delle politiche per la logistica e la mobilità sostenibile, con l’obiettivo di delineare le linee guida per la creazione di un sistema di trasporti e logistica orientato alla crescita economica, sostenibile, resiliente e inclusiva.
In tema di sicurezza e resilienza infrastrutturale, il 16 marzo 2022 viene adottato il "Piano Nazionale della Sicurezza Stradale 2030", che arriva a quindici anni di distanza dal precedente. Il piano si pone l’obiettivo di ridurre del 50% entro il 2030 il numero di vittime e feriti gravi causati da incidenti stradali, rispetto ai dati del 2019, in linea con le indicazioni della Commissione Europea e dell'Agenda 2030 delle Nazioni Unite. Durante il suo mandato, il Ministero ha affrontato diverse emergenze straordinarie, tra cui la pandemia di COVID-19. In risposta, sono state adottate una serie di misure volte a ridurre la mobilità delle persone, garantire controlli sui mezzi di trasporto, tutelare la libera circolazione delle merci e assicurare la sicurezza nei cantieri.

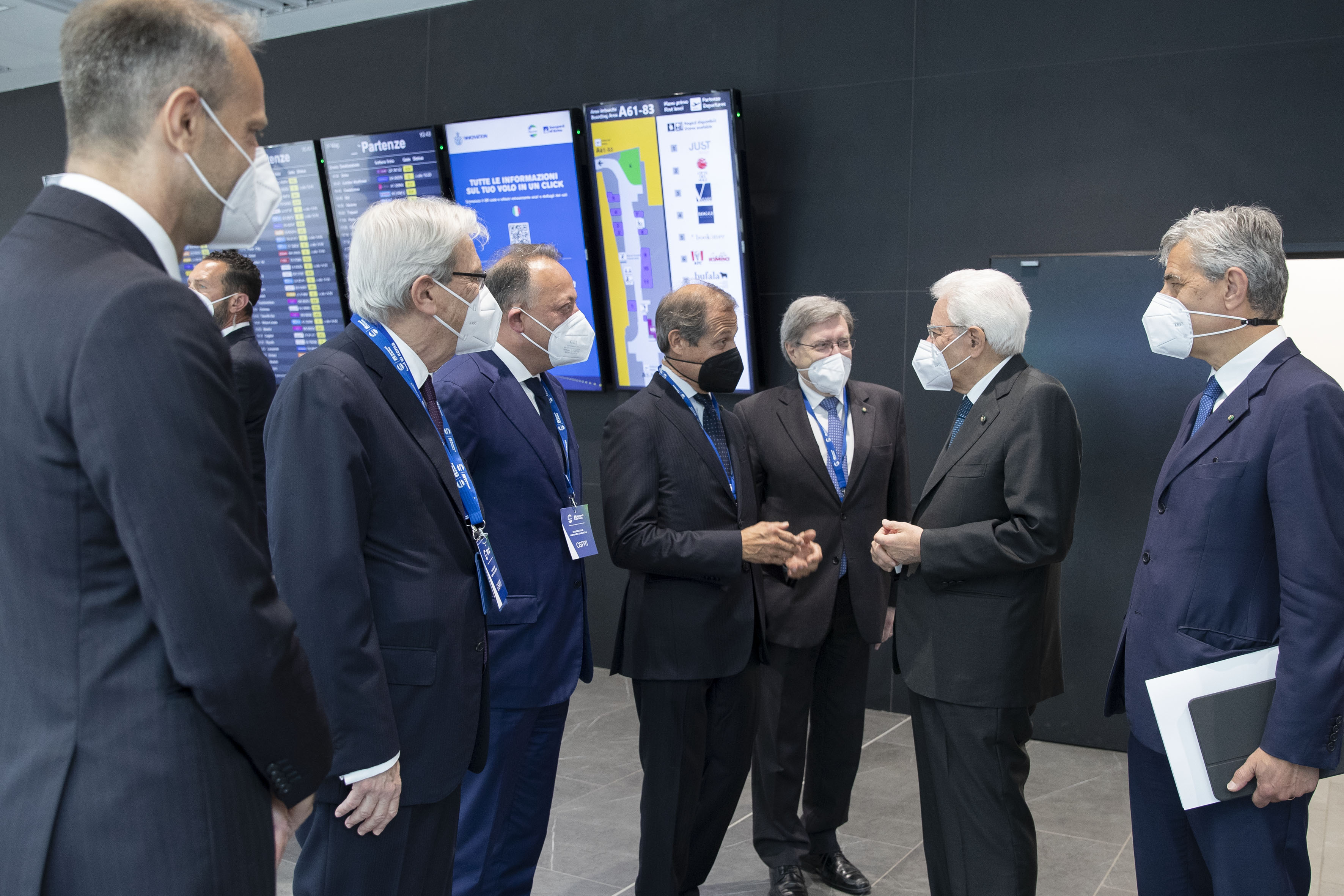
Il Presidente della Repubblica Sergio Mattarella con Enrico Giovannini all'aeroporto di Roma-Fiumicino

Un elemento centrale del mandato come ministro è stato il riequilibrio territoriale: circa il 56% dei fondi del PNRR assegnati al ministero è stato destinato al Mezzogiorno, con l’obiettivo di colmare il divario infrastrutturale e logistico per un totale di 33,8 miliardi di euro. Tra i progetti principali figurano l'Alta Velocità Salerno–Reggio Calabria, i collegamenti ferroviari per la Sicilia orientale e gli interventi mirati sulle aree industriali e retroportuali di Gioia Tauro, Taranto, Augusta e Cagliari.
Con la caduta del Governo Draghi nell’ottobre 2022, Giovannini ha concluso la sua esperienza ministeriale.
L'attività di direttore scientifico dell'Alleanza Italiana per lo Sviluppo Sostenibile
Terminato l'impegno di governo, è tornato all'attività universitaria presso l’Università di Roma Tor Vergata, dove tiene corsi e seminari su economia dello sviluppo sostenibile, valutazione delle politiche pubbliche e infrastrutture resilienti. 
Inoltre, è direttore scientifico dell'ASviS, collabora con il Joint Research Centre della Commissione europea ed è membro dei comitati scientifici di organismi e progetti nazionali e internazionali. È presidente dell'Alto consiglio direttivo della Scuola di Politiche Economiche e Sociali (SPES).
L'8 maggio 2025, il segretario generale delle Nazioni Unite António Guterres lo nomina uno dei 14 membri del Gruppo indipendente di esperti di alto livello, con il compito di sviluppare nuovi sistemi di valutazione del benessere che superino e integrino il tradizionale indicatore del Prodotto Interno Lordo (PIL).

## Pubblicazioni
È autore di oltre 120 articoli in campo statistico ed economico pubblicati su riviste nazionali ed internazionali e di sette libri: Fabbisogno pubblico, politica monetaria e mercati finanziari, pubblicato nel 1992 da Franco Angeli; Le statistiche economiche edito nel 2006 da Il Mulino (la seconda edizione, riveduta ed ampliata, è stata pubblicata nel 2015); Understanding economic statistics, pubblicato nel 2008 dall'OCSE (pubblicato anche in giapponese e ceco); Scegliere il futuro. Conoscenza e Politica al tempo dei Big Data, edito da Il Mulino nel 2014; L'Utopia Sostenibile, pubblicato nel febbraio del 2018 da Laterza, Un mondo sostenibile in 100 foto, insieme a Donato Speroni, pubblicato nel 2019 da Laterza; Quel mondo diverso. Da immaginare, per cui battersi, che si può realizzare (con Fabrizio Barca), Laterza, Bari, 2020, I ministri tecnici non esistono, Laterza, Bari, 2023. 
Ha curato, inoltre, alcuni volumi della collana Annali di Statistica dell'ISTAT e volumi editi da Il Mulino, da Il Sole-24 Ore e da Liguori. Ha collaborato con i quotidiani Il Sole-24 Ore, La Repubblica e Corriere della Sera, con il settimanale l'Espresso e con la rivista on line lavoce.info. Tiene la rubrica settimanale "Scegliere il futuro" su Radio Radicale. 

## Onorificenze e riconoscimenti
Nel 2009 ha ricevuto il Premio “Best in Class” dalla Facoltà di economia dell'Università di Roma “La Sapienza”. 
Nel 2010, per il suo lavoro sul tema della misurazione del benessere delle società, ha ricevuto dal Centro Internazionale Pio Manzù la Medaglia d'oro del Presidente della Repubblica. 
Nel 2011 ha ricevuto il Premio “Non sprecare” per la sezione “personaggio” conferito dal portale www.nonsprecare.it diretto dal giornalista Antonio Galdo.
Nel 2012 è stato insignito di un premio alla carriera da parte dell'International Society for Quality-of-Life Studies (ISQOLS).
Nel 2013 ha ricevuto il “Premio di cultura Gian Piero Orsello – Città di Civitavecchia” nella sezione Europa. 
Nel 2015 ha ricevuto dalla Regione Lombardia il Premio Eupolis per il suo impegno a mettere la conoscenza a servizio del buon governo. 
Nel 2016 ha ricevuto dal WWF Italia il premio "Panda d'oro" per il suo lavoro nel campo della promozione dello sviluppo sostenibile.
Nel 2017 ha ricevuto dalla Fondazione Geoknowledge il premio "Mondo d'oro" per l'impegno e le attività svolte ai fini della sensibilizzazione delle istituzioni verso i temi e gli Obiettivi dello sviluppo sostenibile, e dall'Università degli Studi di Padova il "premio per il contributo all'inclusione" per il suo impegno scientifico e civile a favore dello sviluppo sostenibile e di qualità per tutti. 
Nel 2018 il suo libro “L’Utopia Sostenibile” ha vinto il premio Canova per la letteratura economica e finanziaria.  
Nel 2019 ha ricevuto il "Premio alla conoscenza" della Conferenza dei Rettori delle Università Italiane (CRUI) e il Premio “Uomo dell’anno” della Rivista Staffetta Quotidiana.
Nel 2020 ha ricevuto il Premio “Uomini illuminati” dagli Stati Generali delle Donne.
Nel gennaio 2023 ha ricevuto dalla Scuola Universitaria Superiore di Pavia IUSS il dottorato di ricerca honoris causa in "Sustainable Development and Climate Change".
Nel 2023 ha ricevuto il "Premio nazionale Gentile da Fabriano", il "Premio Appennino" e l'ESG Award alla carriera di Milano Finanza per il suo impegno nel campo dello sviluppo sostenibile.